# Напьерска, Виолетта
Виолетта Напьерска (нем. Violetta Napierska; 19 июля 1900, Женева — 18 сентября 1985, Рокка-ди-Папа, Лацио) — немецкая актриса. Пик карьеры пришёлся на начало 1920-х годов. Непродолжительное время у неё был роман с актёром Белой Лугоши.

## Биография
Большую часть актёрской карьеры Виолетта работала с такими актёрами как Бела Лугоши, Ли Пэрри и режиссёром Рихардом Айхбергом. Виолетта начала актёрскую карьеру в 1919 году. Была достаточно знаменита в 20-х годах, но постепенно начала сниматься всё меньше, а с приходом звукового кино практически прекратила. Последним немым фильмов в карьере актрисы является французский фильм «Маленький парижанин» 1926 года. Последний раз снялась в фильме «Золотая жила» в 1955 году.

### Личная жизнь
Известно, что у Виолетты был бурный роман с актёром Белой Лугоши. Они вместе снялись в четырёх фильмах. В тот период жизни, когда Лугоши жил в Германии он посвятил ей стихотворение:
Моя дорогая Виолетта,

Твое прекрасное лицо сон обовьет

И душу твою обнимет.

Я тебя защищу.

Я о тебе и днем и ночью мечтаю,

И несмотря на то, где ты сейчас обитаешь,

Я тебя отыщу.

Когда захочешь весь мир позабыть,

И прилететь в мои руки, как птица,

Я буду тебя любить.Оригинальный текст (англ.)My Darling Violetta,

Slumber envelops your beautiful face

And a dream grips your soul in embrace;

I will guard you.

You are my dream every night, every day,

And regardless of where you might stay,

I will seek you.

Then, when you want to forget all the world,

And fly to my arms like a bird,

I will love you.Бела Лугоши
Говорили, что любовь была взаимной и яркой, это проявлялось даже на экране. В рецензии на фильм «Танец на вулкане» один критик укорял их: «Г-жа Напьерская и г-н Лугоши должны избегать столь чрезмерного разглядывания друг друга».

## Фильмография
| Оригинальное название                                         | Название на русском                               | Год  |
| ------------------------------------------------------------- | ------------------------------------------------- | ---- |
| La Vena d'Oro                                                 | «Золотая жила»                                    | 1955 |
| Coeur de gueux                                                | «Сердце бродяг»                                   | 1936 |
| Cuor di vagabondo                                             |                                                   | 1936 |
| La coqueluche de ces dames                                    |                                                   | 1935 |
| Le p'tit Parigot                                              | «Маленький парижанин»                             | 1926 |
| Der Mitternachtszug                                           |                                                   | 1923 |
| Die graue Macht                                               |                                                   | 1923 |
| Ihre Hoheit die Tänzerin                                      | «Её величество танцовщица»                        | 1922 |
| Der Verfluchte                                                |                                                   | 1921 |
| Die Macht des Blutes - 2. In der Schlinge des Inders          |                                                   | 1921 |
| Die Macht des Blutes - 1. Der Tod in Venedig                  |                                                   | 1921 |
| Die Kette der Schuld                                          |                                                   | 1921 |
| Sträflingsketten - 2. Das Geständnis vor dem Tod              |                                                   | 1920 |
| Staatsanwalt Briands Abenteuer - 2. Dem Wellengrab entronnen  |                                                   | 1920 |
| Staatsanwalt Briands Abenteuer - 1. Die ungültige Ehe         |                                                   | 1920 |
| Der Tanz auf dem Vulkan - 2. Der Tod des Großfürsten          | «Танец на вулкане 2: Смерть великого князя»       | 1920 |
| Der Tanz auf dem Vulkan - 1. Sybil Young                      | «Танец на вулкане 1: Сибил Янг»                   | 1920 |
| Hypnose: Sklaven fremden Willens                              | «Гипноз: Раб чужой воли»                          | 1920 |
| Der Fluch der Menschheit, 2. Teil - Im Rausche der Milliarden | «Проклятие человечества 2: Опьянение миллиардами» | 1920 |
| Der Fluch der Menschheit, 1. Teil - Die Tochter der Arbeit    | «Проклятие человечества 1: Дочь труда»            | 1920 |
| Die Abenteuer der Marquise von Königsmarck                    |                                                   | 1919 |
| Jettatore                                                     |                                                   | 1919 |
| Nonne und Tänzerin                                            |                                                   | 1919 |
| Sünden der Eltern                                             |                                                   | 1919 |

## Влияние
Группа Darling Violetta взяла своё название от приветствия, которое использовал Бела Лугоши в своих письмах к Виолетте Напьерской.